# کلیوچی (شهرستان آسکینسکی، باشقیرستان)
کلیوچی (به لاتین: Klyuchi) یک منطقهٔ مسکونی در روسیه است که در باشقیرستان واقع شده‌است.